# Ceyloni tyúk
A ceyloni tyúk vagy ceyloni dzsungeltyúk a (Gallus lafayetii) a tyúkalakúak (Galliformes) rendjébe és a fácánfélék (Phasianidae) családjába tartozó faj. A polifiletikus származási elmélet szerint, a házi tyúk egyik őse.

## Előfordulása
Srí Lanka területén honos, az ország nemzeti madara.

## Alfajai
- Gallus lafayetii lafayetii
- Gallus lafayetii xanthimaculatus

## Megjelenése
A kakas testhossza 66-73 centiméter, a tojóé 35 centiméter. A hosszú nyaktollai sárgák, fekete szárfolttal. Torka s felső farkfedői ragyogó kékesfeketék. Gyöngén csipkézett vörös tarajának hátsó részén nagy, tojás alakú sárga folt látható.
|  |  |  |

## Életmódja
Magvakkal, gyümölcsökkel és rovarokkal táplálkozik.

## Szaporodása
A fészekalja 2-4 tojásból áll.